# Oxnäsån
Oxnäsån är ett vattendrag i nordöstra Dalarna i Rättviks kommun. Längd cirka 2 kilometer, inklusive källflöden cirka 25 kilometer. 
Oxnäsån rinner från Skålaspen till Amungen via Dalkarlsaspen. Övriga viktiga sjöar i det mycket sjörika flodområdet är Djupaspen, Grundaspen Hälsingaspen, Gammelbosjön, Åssjön och Tungsen. Viktigaste källflöde är Stånkån från NV som mynnar i Djupaspen.